# Sorge (Leutersdorf)
Sorge, früher Neue Sorge, Neusorge, Neu-Mittelleutersdorf und Neumittelleutersdorf genannt, ist ein Gemeindeteil von Leutersdorf im Landkreis Görlitz. Er liegt anderthalb Kilometer östlich des Hauptortes an der Gemeindegrenze  mit Oderwitz.

## Geografie

### Lage
Sorge liegt im südlichen Teil des Landkreises im Neugersdorfer Lössrückengebiet in der Östlichen Oberlausitz. Die Häusergruppe befindet sich westlich des Bleicheteichwassers an der Flurgrenze mit Oberoderwitz. Nordöstlich erheben sich die Wilhelmshöhe und der Stumpfeberg, östlich der Oderwitzer Spitzberg, südöstlich der Hofeberg und südwestlich der Richterberg. In nördlicher Richtung liegen die drei Bleicheteiche, südöstlich der Schwarze Teich. Nördlich überquert die Bahnstrecke Oberoderwitz–Wilthen in einer Schleife das Bleicheteichwasser.

### Nachbarorte
| Neueibau, Oberleutersdorf            | Eibau                                       | Oberoderwitz               |
| Mittelleutersdorf, Niederleutersdorf | Kompassrose, die auf Nachbargemeinden zeigt | Rothes Gut, Mitteloderwitz |
| Josephsdorf                          | Neuspitzkunnersdorf                         | Niederoderwitz             |

### Straßen
Der Ortsteil wird von der Straße Sorgeweg durchzogen.

## Geschichte
Kurz nach 1800 ließ der Besitzer des Gutes Mittelleutersdorf am Rande des sich damals noch bis zum Oderwitzer Spitzberges hinziehenden Waldgebietes an der nordöstlichen Grenze der böhmischen Exklave Niederleutersdorf eine neue Siedlung anlegen, die abgeleitet vom mittelhochdeutschen Wort „Zarge“  Neue Sorge genannt wurde. Zuvor war bereits nordwestlich von Josephsdorf in der böhmischen Exklave eine Häuserreihe namens Sorge⊙ entstanden, die jedoch immer zu Josephsdorf gehörte.
Seit 1828 befand sich auf der Aspenwiese in der Neuen Sorge eine Bleiche, die der Grundherr später an das Oderwitzer Grundwasser verlegte und dort drei Bleichteiche sowie ein Trockenhaus errichten ließ. Zentrum der Siedlung war die Sorgeschenke. Durch den Haupt-Gränz- und Territorial-Recess zwischen dem Königreich Sachsen und Kaisertum Österreich vom 5. März 1848 kam die böhmische Exklave Niederleutersdorf am 12. März 1849 zu Sachsen, damit fiel die Staatsgrenze am Weg zwischen der Neuen Sorge und Josephsdorf weg.
Die Neue Sorge war ursprünglich ein Ortsteil der Gemeinde Mittelleutersdorf. 1870 wurden Mittelleutersdorf und Oberleutersdorf zur Gemeinde Oberleutersdorf vereinigt. Der Ortsteil wurde ab 1875 unter dem amtlichen Namen Neumittelleutersdorf geführt. Die Bleiche im Grundwassertal brannte 1885 ab. 1907 erfolgte der Zusammenschluss von Oberleutersdorf,  Niederleutersdorf und Josephsdorf zur Landgemeinde Leutersdorf. Ein Jahr später wurde der Ortsteil als Neu-Mittelleutersdorf benannt. 1952 erhielt der Leutersdorfer Ortsteil wieder seinen ursprünglichen Namen Neue Sorge. Weil die Siedlung im Volksmund schon immer als die Sorge bezeichnet wurde, führt der Ortsteil seit 1997  den amtlichen Namen Sorge.

### Verwaltungszugehörigkeit
1800: Budissiner Kreis, 1843: Landgerichtsbezirk Löbau, 1856: Gerichtsamt Großschönau, 1875: Amtshauptmannschaft Zittau, 1952: Kreis Zittau, 1994: Landkreis Löbau-Zittau, 2008: Landkreis Görlitz

### Einwohnerentwicklung
| Jahr | Einwohner |
| ---- | --------- |
| 1875 | 34        |

## Tourismus
Durch die Sorge führt der Oberlausitzer Bergweg.

## Naturschutz
Der ehemalige Steinbruch auf dem Richterberg ist als Naturdenkmal geschützt.